# Підводні човни класу U-50
Підводні човни класу U-50 — тип підводних човнів Ц. К. військового флоту Австро-Угорщини, призначений для використання у Середземному морі. На основі купленого 11 липня 1915 проекту 835 німецьких океанських підводних човнів Germaniawerft планувалось збудувати за ліцензією для Крігсмаріне чотири човни на верфі Ganz Danubius у Фіумі. Угода була укладена у лютому 1916 і було закладено два човни U-50 і U-51, жоден з яких не завершили до кінця 1-ї світової війни через брак матеріалів, кваліфікованих робітників. Ще два човни U-56 та U-57 замовили у вересні 1918, але контракт незабаром анулювали. Корпуси човнів U-50 (готовність 90 %) та U-51 (готовність 60 %) були порізані 1920 на металобрухт.
Човни довжиною 73 м і водотоннажністю понад 1000 т планували озброїти шістьма 450-мм торпедними апаратами (два кормові) із боєзапасом 9 торпед, двома 100 мм гарматами, які 1918 планували замінити 120 мм гарматами L35. Два гвинти мали приводити у дію два електромотори у 1200 к. с. та два дизелі потужністю 2300 к. с., забезпечуючи надводну швидкість у 16,5 вузлів та 9 вузлів під водою.